# Algarrobo (Espanha)
Algarrobo é um município da Espanha na província de Málaga, comunidade autónoma da Andaluzia, de área 9,80 km² com população de 4979 habitantes (2004) e densidade populacional de 508,06 hab/km².

## Demografia
| Variação demográfica do município entre 1991 e 2004 | Variação demográfica do município entre 1991 e 2004 | Variação demográfica do município entre 1991 e 2004 | Variação demográfica do município entre 1991 e 2004 |
| --------------------------------------------------- | --------------------------------------------------- | --------------------------------------------------- | --------------------------------------------------- |
| 1991                                                | 1996                                                | 2001                                                | 2004                                                |
| 4528                                                | 4735                                                | 4812                                                | 4979                                                |